# Friedrich Mertel jun.
Friedrich Mertel jun. (* 12. Jänner 1947 in Salzburg; † 30. April 2019 ebenda) war ein österreichischer Orgelbauer.

## Leben
Fritz Mertel jun. (eigentlich Friedrich Josef Mertel) erhielt seine Ausbildung zum Orgelbauer im väterlichen Betrieb bei Fritz Mertel. Er übernahm den väterlichen Betrieb nach Ablegung der Meisterprüfung im Jahre 1969. Er tätigte zahlreiche Neubauten und Restaurierungen von Orgeln. 2011 wurde sein Betrieb bzw. der in drei Generationen geführte Betrieb geschlossen.

## Werkliste
| Jahr | Ort                | Gebäude                 | Bild | Manuale | Register | Bemerkungen                      |
| ---- | ------------------ | ----------------------- | ---- | ------- | -------- | -------------------------------- |
| 1979 | Kuchl              | Pfarrkirche             |      | II/P    | 18       | [ 1 ]                            |
| 1984 | Saaldorf           | St. Martin              |      | II/P    | 21       | → Orgel                          |
| 1985 | Anthering          | Pfarrkirche             |      | I/P     | 9        | [ 2 ]                            |
| 1988 | Bischofswiesen     | evang. Schöpfungskirche |      | I/P     |          |                                  |
| 1991 | Wien-Liesing       | Pfarrkirche Neuerlaa    |      | II/P    | 16       | [ 3 ]                            |
| 1992 | Ostermiething      | Pfarrkirche             |      | II/P    | 21       |                                  |
| 1997 | Plainfeld          | Pfarrkirche             |      | I/P     | 11       | Orgelgehäuse von J. N. Mauracher |
| 1999 | Salzburg-Liefering | Pfarrzentrum St. Martin |      | II/P    | 17       |                                  |
| 2004 | Lamprechtshausen   | Pfarrkirche             |      | II/P    | 23       | [ 5 ]                            |